# Moskaliwka (rejon chmielnicki)
Moskaliwka (ukr. Москалівка) – wieś na Ukrainie, w obwodzie chmielnickim, w rejonie chmielnickim, w hromadzie Jarmolińce. W 2001 liczyła 626 mieszkańców, spośród których 613 wskazało jako ojczysty język ukraiński, 3 rosyjski, 1 białoruski, a 9 ormiański.